# Stenocybe pullatula
Stenocybe pullatula är en lavart som först beskrevs av Erik Acharius, och fick sitt nu gällande namn av Stein. Stenocybe pullatula ingår i släktet Stenocybe och familjen Mycocaliciaceae.  Arten är reproducerande i Sverige. Inga underarter finns listade i Catalogue of Life.